# Jimi Hendrix (pel·lícula)
Jimi Hendrix és una pel·lícula concert de 1973 sobre Jimi Hendrix, dirigit i produït per Joe Boyd, John Head i Gary Weis. La pel·lícula conté imatges de concerts d'Hendrix des de 1967 fins a 1970, incloent el Monterey Pop Festival el Festival de l'illa de Wight de 1970, els concerts de Woodstock i Berkeley. La pel·lícula també inclou entrevistes amb els contemporanis d'Hendrix, la família i els amics. També apareixen a la pel·lícula Paul Caruso, Eric Clapton, Billy Cox, Alan Douglas, Germaine Greer, el pare d'Hendrix, James A. "Al" Hendrix, Mick Jagger, Eddie Kramer, Buddy Miles, Mitch Mitchell, Juggy Murray, Little Richard, Lou Reed i Pete Townshend. Noel Redding es va negar a ser entrevistat perquè tenia una demanda pendent contra Hendrix Estate.
La pel·lícula també es coneix com A Film About Jimi Hendrix. Aquest títol es va utilitzar a la portada del DVD de 2005 i al cartell cinematogràfic.

## Banda sonora
La banda sonora de la pel·lícula inclou 12 cançons, així com fragments d'entrevistes amb Hendrix, el seu pare Al Hendrix, Little Richard i altres.

## Llançaments
El patrimoni de Jimi Hendrix va autoritzar la reestrena de la pel·lícula de 1973 en vídeo i DVD el 1999. El 2005 es va publicar una edició de DVD ampliada, amb un nou documental, From the Ukulele to the Strat, amb més records d'Hendrix a través entrevistes amb familiars i amics, la realització de "Dolly Dagger", amb el productor i enginyer Eddie Kramer desglossant la barreja d'estudi de la cançó i imatges d'arxiu inèdites d'una actuació de "Stone Free" a l'Atlanta Pop Festival del 4 de juliol de 1970.